# Badari-Kultur

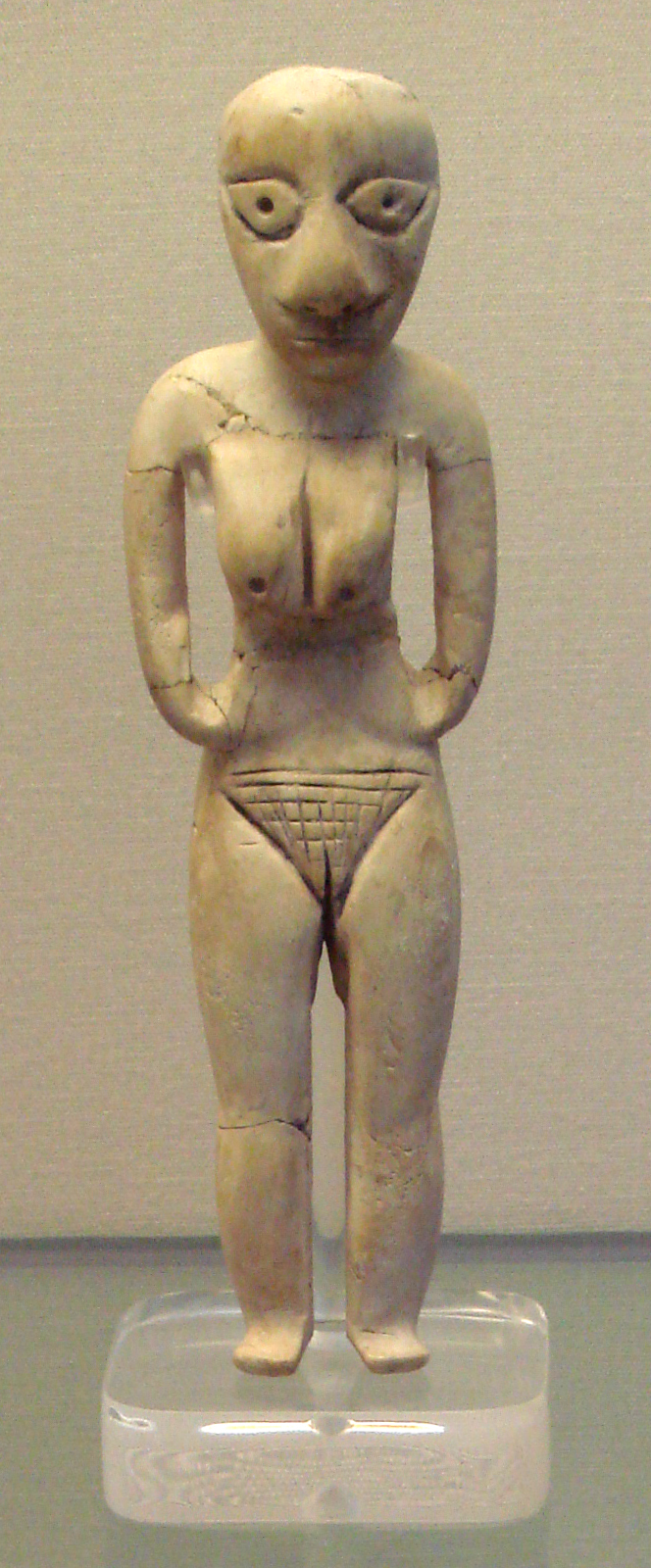
Grabbeigabe aus Nilpferd-Elfenbein, etwa 4000 v. Chr.

Die Badari-Kultur war eine jungsteinzeitliche Kultur im prädynastischen Oberägypten. Sie existierte in der Zeit von ca. 4500 bis 4000 v. Chr. nach dem Auslaufen der Merimde-Kultur. Die Bezeichnung dieser Kultur stammt von der gleichnamigen Stadt Badari südöstlich von Assiut am Ostufer des Nils. Funde in diesen Gebieten bezeugen kleine Siedlungsplätze auf dem Flachwüstenstreifen am Rand des fruchtreichen Nillandes.
Wissenschaftlich untersucht wurden die Badari-Gräber erstmals zwischen 1922 und 1931 von den britischen Archäologen Guy Brunton und Gertrude Caton-Thompson.

## Lebensweise
An den Fundplätzen der Badari-Kultur gibt es keine Hinweise auf eine dauerhafte Ansiedlung, einige der am besten untersuchten Orte werden als vorübergehende Lagerplätze interpretiert. Auch wenn vermutet wird, dass näher an den Überschwemmungsgebieten des Nils gelegene Siedlungen heute verloren sind, deutet nichts auf einen Getreideanbau durch die Badari-Kultur hin. Dieser wird daher häufig eine relativ mobile, pastorale Lebensweise zugeschrieben. Typisch für die Keramik der Badari-Kultur war der schwarze Randstreifen, der durch eine spezielle Brenntechnik hergestellt wurde. Auch charakteristisch ist eine gerippte Oberfläche, die sie durch das „Kämmen“ der Politur erzeugten. Die z. T. hohe Qualität der Keramik der Badari-Kultur deutet auf eine beginnende Spezialisierung der Handwerker hin. Aus der ungleichen Verteilung von Beigaben in den Gräbern wird auf eine zunehmende, wohl zumindest teilweise erbliche soziale Ungleichheit geschlossen, wobei wohl noch kein komplexes Sozialsystem entstanden war.

## Grabkult
Am Rand ihrer Dörfer setzten sie ihre Toten in ovalen Gruben meist linksseitig, in Hockstellung und mit Blick nach Westen bei. Sie wurden in Matten eingeschlagen und mit reichen Beigaben versehen. Während die Menschen im Alltag eher grobe Keramikgefäße verwendeten, gaben sie ihren Toten feinkeramisches Geschirr aus rot oder braun poliertem Ton mit.  Unter den Beigaben befinden sich auch Schnitzereien aus Elfenbein und Knochen. Auch Kupfer ist vereinzelt in Form von Nadeln und Perlen vorzufinden. Dieser ausgeprägte Grabkult ist erstmals in der ägyptischen Kultur aufzufinden und prägte auch die folgenden Epochen.

## Kupferverarbeitung
Es gibt die ersten Belege für Kupfer- und Fayencebearbeitung.

## Auslaufen der Badari-Kultur
Ab dem Beginn des vierten Jahrtausends v. Chr. ging die Badari-Kultur relativ nahtlos in die Naqada-Kultur über, wobei in der Forschung diskutiert wird, ob die Badari-Kultur nur eine örtliche Variante der Naqada-Kultur war. Die Bestattungsrituale wurden weitgehend übernommen.